# Graneros (Tucumán)
Graneros è una città dell'Argentina, appartenente alla provincia di Tucumán, situata nel sud-est della  provincia.